# Орлова фрегата
Орлова фрегата (Fregata aquila) е вид птица от семейство Fregatidae. Видът е световно застрашен, със статут Уязвим.

## Разпространение и местообитание
Разпространен е в Света Елена, Възнесение и Тристан да Куня.